# Пекелер, Хендрик
Хендрик Пекелер (нем. Hendrik Pekeler; род. 2 июля 1991 года, Итцехо) — немецкий гандболист, играющий на позиции линейного и выступающий за клуб «Киль» и за сборную Германии. Чемпион Европы 2016 года.

## Карьера
Клубная
Хендрик Пекелер воспитанник клуба Брамстедтер. Хендрик Пекелер заключил свой первый контракт с клубом Киль, где он сыграл 1 матч в бундеслиге и 1 матч в лиге Чемпионов ЕГФ. В 2010 году Хендрик Пекелер перешёл в немецкий клуб Бергишер. В 2012 году Хендрик Пекелер перешёл в Лемго, где сыграл 95 матча и забил 281 гол. В 2015 году Хендрик Пекелер перешёл в клуб Райн-Неккар Лёвен.
В 2017 году Хендрик Пекелер заключил трёхлетний контракт с клубом Киль. Контракт будет действовать с 2018 года.
Сборная
Хендрик Пекелер выступает за сборную Германии. Хендрик Пекелер выступал за юниорскую сборную Германии, за которую провёл 26 матчей и забил 87 голов. Хендрик Пекелер выступал молодёжную сборную Германии, в составе сборной выиграл молодёжный чемпионат Европы 2011. Всего за молодёжную сборную Германии Хендрик Пекелер сыграл 47 матчей и забил 113 голов. Хендрик Пекелер дебютировал в сборной Германии 14 марта 2012 года в матче сборной Германии с Исландии. Хендрик Пекелер выиграл с сборной Германии чемпионат Европы 2016. Всего в сборной Хендрик Пекелер сыграл 52 матча и забил 73 гола.
На ЧЕ-2020 был признан лучшим игроком оборонительного плана.
7 января 2024 года завершил международную карьеру после товарищеского матча Германия — Португалия. За сборную Хендрик провёл 122 матча, в которых отличился 210 раз. в 2016 году он стал чемпионом Европы и взял бронзу на Играх в Рио.

## Титулы
Командные 

- Победитель чемпионата Европы: 2016
- Победитель юношеского чемпионата Европы: 2011
- Бронзовый призёр летних Олимпийских игр: 2016
- Чемпион Германии: 2010, 2016
- Победитель Кубка ЕГФ: 2019
- Победитель Лиги чемпионов: 2020

## Статистика
Статистика Хендрика Пекелера по сезону 2018/19 указана на 13.6.2019
| Сезон        | Клуб              | Лига         | Матчи | Голы | 7-метр | Голы |
| ------------ | ----------------- | ------------ | ----- | ---- | ------ | ---- |
| 2009/10      | Киль              | Бундеслига   | 1     | 0    | 0      | 0    |
| 2010/11      | Бергишер          | 2 Бундеслига | 30    | 94   | 0      | 94   |
| 2011/12      | Бергишер          | Бундеслига   | 33    | 107  | 0      | 107  |
| 2012/13      | Лемго             | Бундеслига   | 32    | 75   | 1      | 74   |
| 2013/14      | Лемго             | Бундеслига   | 34    | 125  | 0      | 125  |
| 2014/15      | Лемго             | Бундеслига   | 29    | 81   | 0      | 81   |
| 2015/16      | Райн-Неккар Лёвен | Бундеслига   | 25    | 34   | 0      | 34   |
| 2016/17      | Райн-Неккар Лёвен | Бундеслига   | 33    | 84   | 0      | 84   |
| 2017/18      | Райн-Неккар Лёвен | Бундеслига   | 34    | 119  | 0      | 119  |
| 2018/19      | ГК Киль           | Бундеслига   | 33    | 84   | 0      | 84   |
| 2009—по н.в. | Итого             | Бундеслига   | 254   | 709  | 1      | 708  |